# جني العلباوي
جني العلباوي قرية تتبع إدارياً ناحية عقيربات وتبعد عنها 14كم شمالاً في منطقة سلمية في محافظة حماة.

## روابط خارجية
- جني العلباوي - موقع اكتشف سوريا